# کلود میشل (بازیکن فوتبال)
کلود میشل (انگلیسی: Claude Michel؛ زادهٔ ۲۴ آوریل ۱۹۷۱) بازیکن فوتبال سابق اهل فرانسه است که در پست هافبک بازی می‌کرد.
از باشگاه‌هایی که در آن بازی کرده‌است می‌توان به باشگاه فوتبال گنگام اشاره کرد.